# Константин Батолов
Константин Добрев Батолов е български политик и дипломат.
Активен участник в Демократическата партия, той е на два пъти кмет на София (1910 – 1911 и 1920 – 1922), а през 30-те години се сближава с цар Борис III и участва в 2 правителства след Деветнадесетомайския преврат.

## Биография
Коста Батолов е роден в Сопот на 3 януари 1878 година (22 декември 1877 стар стил). Завършва гимназия в София и право в Париж (1899). След завръщането си в България работи като адвокат в София. През 1903 г. се включва в Демократическата партия и става един от нейните ръководители.
Батолов става кмет на София на 14 ноември 1910 година, замествайки подалия оставка Евстати Кирков, и остава на поста до 30 август следващата година. През този период общината открива две училища и започва строителството на други осем. Отново става кмет на 6 септември 1920 година на мястото на друг оттеглил се кмет – Георги Калинков, оставайки на поста до 8 юни 1922 година. Мандатът му е в необичайна за периода ситуация кметът на София да е представител на опозицията. По това време започва подготовката за изграждането на Рилския водопровод.
След разделянето на Демократическата партия през 1923 г. остава в нейното основно крило като опозиция и не се включва в Демократическия сговор.
През 30-те години Коста Батолов се занимава с дипломатическа дейност. От 1931 до 1934 е посланик във Франция, като за известно време изпълнява и длъжностите посланик в Испания (1932 – 1934) и Белгия (1933 – 1934). След Деветнадесетомайския преврат през 1934 е външен министър в правителствата на Кимон Георгиев и Петко Златев. През 1935 отново става посланик във Франция и остава на поста до смъртта си през 1938.